# Liste der Steinkreuze und Kreuzsteine im Landkreis Elbe-Elster
Die Liste enthält die Steinkreuze und Kreuzsteine im Landkreis Elbe-Elster.

## Legende
Die Liste ist teilweise sortierbar.
Die Spaltennamen sind selbsterklärend gewählt. Größenangaben sind in Zentimeter angegeben.

## Steinkreuze und Kreuzsteine
| Ort               | Lage                                                                                 | Art        | Form | Material                               | Ausrichtung            | Höhe | Breite | Stärke | Bemerkungen | Bild |
| ----------------- | ------------------------------------------------------------------------------------ | ---------- | --- | -------------------------------------- | ---------------------- | ---- | ------ | ------ | --- | ---- |
| Arenzhain         | im Nordteil des Ortes; westlich der Straße nach Trebbus                              | Steinkreuz | Kopf und Arme zur Mitte verjüngt                                                                               | Sandstein                              | Ostnordost-Westsüdwest | 90   | 76     | 27     | Arme auf Boden aufliegend; zur Erinnerung an Hungersnot oder Pest |      |
| Boragk            | an der östlichen Seite der Weggabel zwischen Boragk und Altenau                      | Steinkreuz | Kopf zur Mitte verjüngt, Arme gleich lang                                                                      | grauer Sandstein                       | Nordnordwest-Südsüdost | 63   | 70     | 30     | eingravierte Jahreszahl 1806 1955 versetzt zu Hungerszeiten wurde hier ein wandernder Bettler getötet und gegessen |      |
| Brottewitz        | am westlichen Dorfausgang; gegenüber einem Gasthaus                                  | Steinkreuz | | grauer Sandstein                       |                        | 126  | 92     | 28     | wurde 1970 bei Parkplatzbereinigung beseitigt; neuaufgestellte Kopie unweit des Transformatorhäuschens |      |
| Burxdorf          | am Nordausgang des Dorfes, am Straßenabzweig nach Mühlberg/Elbe                      | Steinkreuz | Kopf abgetragen, gerader Schaft, Arme auf Unterseite zur Kreuzung verjüngt, gerundet                           | grauer Sandstein                       | Westnordwest-Ostsüdost | 55   | 68     | 20     | |      |
| Elsterwerda       | Lage Südlich des Ortes, an der Straße nach Prösen                                    |            | Kopf und südlicher Arm sichtbar, nördlicher Arm abgebrochen, ovales Loch in Höhe des oberen Armansatzes        | grauer Sandstein                       | Nordnordwest-Südsüdost | 57   | 62     | 23     | Gotenkreuz von Elsterwerda Mord an einem Reisenden durch Postillon |      |
| Finsterwalde      | an der Südwand der St. Katharinenkirche in Nehesdorf                                 | Steinkreuz | Schaft nach oben verjüngt, Kopf und Arme gleich breit                                                          | Granit                                 | West-Ost               | 114  | 76     | 19     | |      |
| Friedersdorf      | Im Ort an der Weggabelung Brenitz – Zeckerin                                         | Steinkreuz | Kopf, Arme und Schaft zur Mitte verjüngt                                                                       | grauer Sandstein                       | Nord-Süd               | 145  | 87     | 36     | zehn Näpfchen auf der Oberseite alter Standort im Wald an der Kreuzung Herzberg-Sonnewalde |      |
| Gorden            | im Ort, südlich der Dorfstraße                                                       | Steinkreuz | Kopf und Schaft zur Mitte verjüngt, Arme leicht abfallend                                                      | grauer Sandstein                       | Nord-Süd               | 112  | 79     | 30     | Datum der Umsetzung 1885 22. März im Kopf eingraviert mehrere Sagen unter anderem, dass Besitzer des Dorfes Hans von Limpach von den Bauern erschlagen wurde oder Gordender Frauen haben mit Flachssträngen Schlossherren von Liebenwerda erschlagen |      |
| Großthiemig       | im Winkel zwischen Straße nach Hirschfeld und Weg nach Plessa                        | Steinkreuz | Kopf, Arme und Schaft zur Mitte verjüngt                                                                       | Quarzitischer Sandstein                | Nordost-Südwest        | 92   | 56     | 27     | Näpfchen auf Kopf, ursprünglicher Standort unbekannt |      |
| Kauxdorf          | am nördlichen Ortsausgang, an der Straße nach Bönitz                                 | Steinkreuz | Kopf, Arme und Schaft zur Mitte verjüngt                                                                       | Grauer Sandstein mit Eisenverhärtungen | Nordnordwest-Südsüdost | 122  | 55     | 25     | Westseite mit undeutlichen Einritzungen |      |
| Kröbeln           | am Ortsausgang nach Riesa                                                            | Kreuzstein | Steinplatte mit erhabenem Kreuz, Arme zur Kreuzung verjüngt                                                    | grauer Sandstein                       |                        | 106  | 97     | ohne   | |      |
| Martinskirchen    | am nördlichen Ortsausgang vor dem Kriegerdenkmal                                     | Steinkreuz | Kopf, Arme und Schaft zur Mitte verjüngt                                                                       | grauer Sandstein                       | Nordwest-Südost        | 143  | 96     | 24     | auf Südwestseite E. Thomas eingraviert auf Kopf und südöstlichen Arm Näpfchen vermutlich alter Standort am Grenzgraben, später als Brücke über den Kirchsteig genutzt 1934 ausgegraben und am Standort aufgestellt                                   |      |
| Möglenz           | im Ort, südlich der Straße Bad Liebenwerda-Mühlberg/Elbe                             | Steinkreuz | Kopf zur Kreuzung verjüngt, nordnordöstlicher Arm fehlt                                                        | Sandstein                              | Südsüdwest-Nordnordost | 43   | 60     | 18     | |      |
| Möglenz           | im Ort, südlich der Straße Bad Liebenwerda-Mühlberg/Elbe am Abzweig nach Oschätzchen | Steinkreuz | Kopf und Arme zur Mitte verjüngt                                                                               | Sandstein                              | Nord-Süd               | 46   | 59     | 21     | |      |
| Münchhausen-Ossak | südwestlich des Ortes                                                                | Steinkreuz | Kopf, Arme und Schaft zur Mitte verjüngt                                                                       | Roter Granit                           | Nordost-Südwest        | 78   | 47     | 15     | nördlicher Arm fehlt |      |
| Pahlsdorf         | im Ort, westlicher Teil des Angers                                                   | Kreuzstein | länglicher Findling, brotlaibförmig, eingeritztes Kreuz, Kopf und Arme zur Mitte verjüngt, langer Schaft       | Granitporphyr                          | Ost-West               | 66   | 32     | 7,5    | unter rechtem Kreuzarm ist ein Schwert eingeritzt alte Standorte am Dorfpfuhl sowie am Mühlgraben Schwedischer Offizier soll im Dreißigjährigen Krieg erschlagen worden sein                                                                         |      |
| Prießen           | östlich des ehemaligen Gutshauses                                                    | Steinkreuz | Stumpf und Arme abgeschlagen                                                                                   | grauer Sandstein                       | Nordwest-Südost        | 88   | 28 38  | 30     | |      |
| Saxdorf           | im Ort neben der Kirche                                                              | Steinkreuz | Kopf, Arme und Schaft zur Mitte verjüngt                                                                       | Sandstein                              | Nordnordwest-Südsüdost | 75   | 87     | 20     | ursprünglicher Standort an einer Lehmgrube an der Straße Saxdorf-Kauxdorf |      |
| Saxdorf           | an der Straße Saxdorf-Koßdorf                                                        | Steinkreuz | | Sandstein                              |                        | 48   | 34     | 26     | nur Fragment des Kopfs erhalten, im Museum von Bad Liebenwerda |      |
| Schönewalde       | im Ort, südlich des Dorfgrabens                                                      | Steinkreuz | Kopf und Schaft zur Kreuzung etwas verjüngt                                                                    | Sandstein                              | Nordwest-Südost        | 104  | 105    | 28     | alte Standorte an der Kirche und nördlich des Dorfgrabens |      |
| Sonnewalde        | südliches des Ortes; östlich der Straße nach Finsterwalde                            | Kreuzstein | Vorderseite abgeflacht, Rückseite gerundet gleich breites lateinisches Kreuz, Querbalken 21, Höhe 35, Breite 7 | Granit (Findling)                      | Nord-Süd               | ohne | 42     | ohne   | rechts neben dem Kreuz ein Dolch oder Säbel |      |
| Stechau           | nördlich des Ortes, am Ostrand des Gutsparkes                                        | Steinkreuz | Kopf, Arme und Schaft zur Mitte verjüngt                                                                       | Granit                                 | Nordwest-Südost        | 118  | 67     | 21 38  | ursprünglicher Standort auf dem Gutshof |      |
| Wahrenbrück       | an der Mühle                                                                         | Steinkreuz | Arme und Schaft zur Kreuzung verjüngt, Fragment Kopf und nördlicher Arm fehlen                                 | Sandstein                              | Nordnordwest-Südsüdost | 65   | 46     | 40     | |      |